# Kỹ thuật Ước lượng và Đánh giá Chương trình
Kỹ thuật ước lượng và đánh giá chương trình hay Kỹ thuật ước lượng và đánh giá dự án, thường viết tắt là PERT (theo nguyên gốc tiếng Anh), là một công cụ thống kê được sử dụng trong quản lý dự án, được thiết kế để phân tích và ước tính thời lượng thực hiện công tác (công việc) trong các dự án mà công tác (công việc) có thời lượng không xác định trước. (thời lượng công việc là yếu tố công việc tham gia vào việc hoàn thành toàn bộ dự án). Kỹ thuật ước lượng và đánh giá chương trình lần đầu tiên được phát triển bởi Hải quân Hoa Kỳ trong những năm 1950, đồng thời với phương pháp Đường găng (CPM), và từ đó nó luôn được sử dụng kết hợp song hành với sơ đồ mạng theo phương pháp đường găng trong quản lý thời gian dự án mà thời lượng của các công việc không được định lượng trước theo định mức, nên nó còn được gọi là sơ đồ mạng PERT.

## Tổng quan
Kỹ thuật ước lượng và đánh giá chương trình PERT là một phương pháp để phân tích các công tác tham gia vào việc hoàn thành một dự án, đặc biệt là ước lượng thời lượng cần thiết để hoàn thành mỗi công tác, và để xác định thời gian tối thiểu cần thiết để hoàn thành toàn bộ dự án.